# Compressor alternatiu

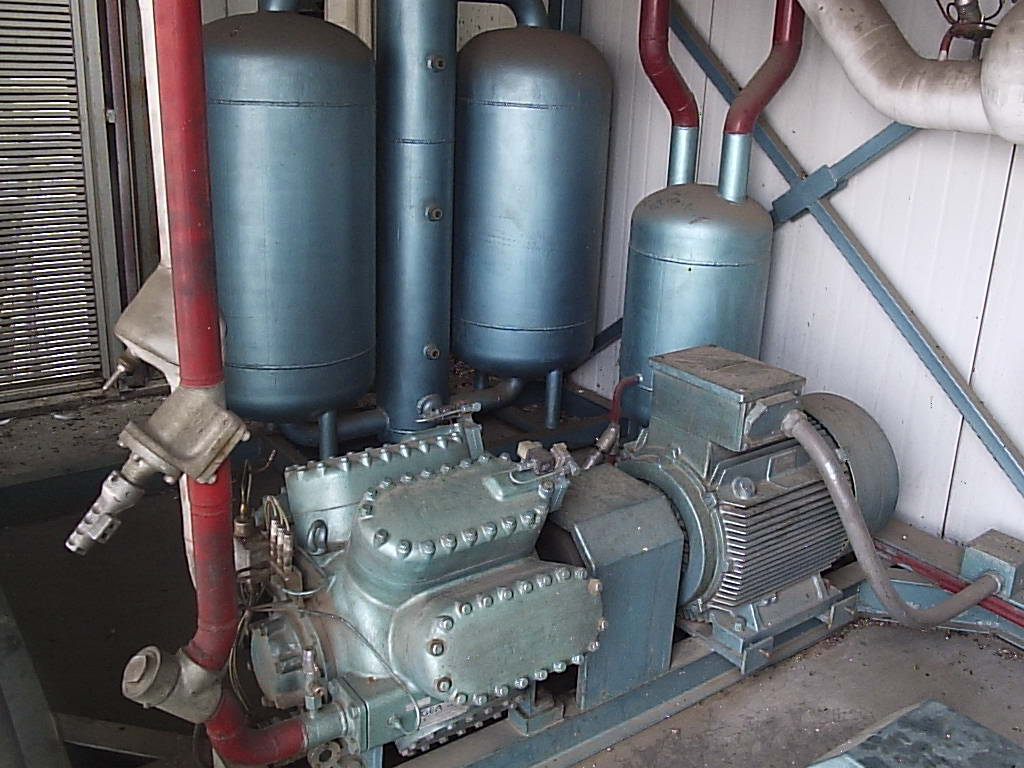
Compressor alternatiu industrial de vuit cilindres per R22.

El compressor alternatiu o de desplaçament positiu és un tipus de compressor de gas que aconsegueix comprimir un volum de gas en un cilindre tancat, volum que posteriorment és reduït mitjançant una acció de desplaçament mecànic del pistó dins el cilindre. En aquests compressors la capacitat es veu afectada per la pressió de treball. Això significa que una menor pressió de succió implica un menor cabal hidràulic; per a una major pressió de descàrrega, també es té un menor cabal.